# Versão eborense do Requiem de Mozart
A versão da Sé de Évora do Requiem de Wolfgang Amadeus Mozart (K. 626) é uma adaptação portuguesa da versão para fortepiano e vozes publicada pelo compositor e editor alemão Johann André, em 1801. A versão de Évora, datada das primeiras décadas do século XIX, encontra-se preservada no arquivo da Catedral de Évora. Essa versão reflete a recepção da obra de Mozart em Portugal, adaptada ao gosto e aos recursos vocais e instrumentais disponíveis nas capelas portuguesas da época.

### Origem e características
Os manuscritos preservados na Sé de Évora, catalogados pelo cónego José Augusto Alegria e posteriormente estudados pelo maestro e musicólogo  Rodrigo Teodoro de Paula, mostram uma versão adaptada do Requiem definida como Baixo Emancipado. Esta designação refere-se a uma prática específica em que verifica-se a emancipação melódica dos fagotes e violoncelos, instrumentos normalmente associados à função do baixo contínuo, com orquestração reduzida e moldada conforme as práticas das capelas portuguesas, durante o século XIX.
A versão de Évora apresenta o nome do religioso Fernando da Conceição Figueiredo como copista em algumas das partes cavas e utiliza a seguinte formação instrumental:
- Quarteto vocal (Soprano, Contralto, Tenor, Baixo)
- Dois fagotes
- Violoncelo obbligato (rabecão pequeno)
- Contrabaixo (rabecão grande)
- Órgão

### Edição crítica
A versão foi objeto de uma edição para concerto, publicada em 2025 por Rodrigo Teodoro de Paula (musicólogo e maestro) e João Ricardo (compositor e editor), com base nos manuscritos da Sé de Évora. A partitura foi publicada pela editora sueca Wessmans Musikförlag.

### Registros e execuções
Apresentações públicas da versão eborense foram realizadas pelo agrupamento Americantiga Ensemble, em Portugal e França, sob o título Mozart à Portuguesa.
Em 2024, o Ensemble Bonne Corde, especializado em práticas historicamente informadas, realizou uma gravação audiovisual do Introitus (Requiem aeternam) e do Kyrie eleison, com instrumentos históricos e formação fiel à versão manuscrita.  